# Freddy de Ruiter
Freddy de Ruiter, född 4 april 1969 i Arendal, är en norsk politiker för det norska Arbeiderpartiet.